# Бехшехр
Бехшехр (перс. بهشهر‎ — «Райский город») — город на севере Ирана в провинции Мазендеран, административный центр шахрестана Бехшехр.

Территория шахрестана Бехшехр и полуострова Мианкале

Население — 93,2 тыс. человек: мазендеранцы, персы, туркмены. Расположен в 7 км от южного берега залива Горган Каспийского моря, в предгорьях горной цепи Эльбурс. Железнодорожная станция на ветке Тегеран — Сари — Горган. Важный сельскохозяйственный центр. Крупнейшее в Иране производство растительного масла.
Ежегодно в Бехшехре проводится культурный фестиваль. В пригородах Бехшехра расположен любимый иранцами курорт — Аббас-Абад.
В 5 км к югу от Бехшехра на склонах горы Эльбрус в селе Таруен (в настоящее время называется Шахид Абад) находятся пещеры Хоту (Huto/Hotu) и Гари-Камарбанд или пещеры Белт (en:Huto and Kamarband Caves) со слоями эпохи мезолита и неолита. У образца I2312_d (12000—8000 лет до н. э.) определена митохондриальная гаплогруппа K2a и Y-хромосмная гаплогруппа E1b1a1a1c2b1.
В 5 км от Бехшехра расположен город Халилшахр. К северу от города на берегу Каспия находится порт Амирабад.